# Sam Brownback
Dale Samuel "Sam" Brownback (nascido em 12 de setembro de 1956 em  Garnett) é um político estadunidense, atual governador do estado de Kansas, cargo que ocupa desde 2011. Foi candidato pelo Partido Republicano nas eleições primárias de 2008.
Brownback nasceu em  Garnett no estado do Kansas, sua mãe se chama Nancy e seu pai Robert Brownback, foi criado em uma família de agricultores de Parker, de ascendência alemã, formou-se em como advogado na Universidade do Kansas em 1982.
Brownback é casado com Maria Stauffer com quem teve cinco filhos Abby, Andy, Elizabeth, Marcos e Jenna. Brownback foi advogado em Manhattan no estado do Kansas, em 1986 foi nomeado secretário de agricultura do Kansas. Em 1990 foi eleito representante do 2º distrito do Kansas. Em 1996 foi eleito senador em uma eleição especial, vaga qual pertencia ao senador Bob Dole.
Como senador Brownback participou de várias comissões entre elas: Energia, Parques Nacionais, Água, Transportes, Aviação,Segurança, Segurança Interna, Defesa, Agricultura, Desenvolvimento Rural, Estado, entre outros.
O senador Brownback anunciou que não concorreria a reeleição na eleição de 2010, preferindo concorrer ao governo do  do Kansas. Em 2 de novembro de 2010, foi eleito com 63,4% dos votos, derrotando o democrata Tom Holland.

## Histórico Eleitoral
| Eleição para governador do Kansas em 2010 | Eleição para governador do Kansas em 2010 | Eleição para governador do Kansas em 2010 | Eleição para governador do Kansas em 2010 | Eleição para governador do Kansas em 2010 | Eleição para governador do Kansas em 2010 | Eleição para governador do Kansas em 2010 |
| Partido                                   | Partido                                   | Candidato                                 | Candidato                                 | Votos                                     | %                                         | ±%                                        |
| ----------------------------------------- | ----------------------------------------- | ----------------------------------------- | ----------------------------------------- | ----------------------------------------- | ----------------------------------------- | ----------------------------------------- |
|                                           | Partido Republicano                       |                                           | Sam Brownback                             | 530.760                                   | 63,28%                                    |                                           |
|                                           | Partido Democrata                         |                                           | Tom Holland                               | 270.166                                   | 32,21%                                    |                                           |

| Eleição para o senado do Kansas em 2004 | Eleição para o senado do Kansas em 2004 | Eleição para o senado do Kansas em 2004 | Eleição para o senado do Kansas em 2004 | Eleição para o senado do Kansas em 2004 | Eleição para o senado do Kansas em 2004 | Eleição para o senado do Kansas em 2004 |
| Partido                                 | Partido                                 | Candidato                               | Candidato                               | Votos                                   | %                                       | ±%                                      |
| --------------------------------------- | --------------------------------------- | --------------------------------------- | --------------------------------------- | --------------------------------------- | --------------------------------------- | --------------------------------------- |
|                                         | Partido Republicano                     |                                         | Sam Brownback                           | 780.863                                 | 69%                                     |                                         |
|                                         | Partido Democrata                       |                                         | Lee Jones                               | 310.337                                 | 27%                                     |                                         |

| Eleição para o senado do Kansas em 1998 | Eleição para o senado do Kansas em 1998 | Eleição para o senado do Kansas em 1998 | Eleição para o senado do Kansas em 1998 | Eleição para o senado do Kansas em 1998 | Eleição para o senado do Kansas em 1998 | Eleição para o senado do Kansas em 1998 |
| Partido                                 | Partido                                 | Candidato                               | Candidato                               | Votos                                   | %                                       | ±%                                      |
| --------------------------------------- | --------------------------------------- | --------------------------------------- | --------------------------------------- | --------------------------------------- | --------------------------------------- | --------------------------------------- |
|                                         | Partido Republicano                     |                                         | Sam Brownback                           | 474.639                                 | 65%                                     |                                         |
|                                         | Partido Democrata                       |                                         | Paul Feleciano                          | 229.718                                 | 32%                                     |                                         |

| Eleição para o 2 distrito congressional do Kansas em 1994 | Eleição para o 2 distrito congressional do Kansas em 1994 | Eleição para o 2 distrito congressional do Kansas em 1994 | Eleição para o 2 distrito congressional do Kansas em 1994 | Eleição para o 2 distrito congressional do Kansas em 1994 | Eleição para o 2 distrito congressional do Kansas em 1994 | Eleição para o 2 distrito congressional do Kansas em 1994 |
| Partido                                                   | Partido                                                   | Candidato                                                 | Candidato                                                 | Votos                                                     | %                                                         | ±%                                                        |
| --------------------------------------------------------- | --------------------------------------------------------- | --------------------------------------------------------- | --------------------------------------------------------- | --------------------------------------------------------- | --------------------------------------------------------- | --------------------------------------------------------- |
|                                                           | Partido Republicano                                       |                                                           | Sam Brownback                                             | 135.725                                                   | 66%                                                       |                                                           |
|                                                           | Partido Democrata                                         |                                                           | John Carlin                                               | 71.025                                                    | 34%                                                       |                                                           |